# Wax Trax! Records
Wax Trax! Records es una compañía discográfica independiente estadounidense fundada en 1978 por Jim Nash y Dannie Flesher que fue una de las competencias discográficas independientes, junto con Metropolis Records, entre otras. también apoyando particularmente a grupos musicales de la música industrial y música electrónica.
Wax Trax! Records fue adquirido por TVT Records en 1992, pero se cesó por completo en el 2001, En el 2014 fue restablecido por la hija de uno de los fundadores de Wax Trax!: Jim Nash, por Julia Nash.

## Algunos artistas de la discográfica
- Clock DVA
- KMFDM
- Ministry
- Pailhead
- The Young Gods
- Underworld
- VNV Nation